# 新木停留場
新木停留場（しんぎていりゅうじょう）は、高知県高知市高須新木にあるとさでん交通後免線の路面電車停留場。

## 歴史
新木停留場が開業したのは1910年（明治43年）。とさでん交通の前身土佐電気鉄道によって葛島橋西詰停留場から鹿児停留場までの区間が開通したのに合わせて設けられた停留場である。

### 年表
- 1910年（明治43年）10月15日：後免線の葛島橋西詰 - 鹿児間が開通、合わせて土佐電気鉄道の停留場として開業[1][2]。
- 2014年（平成26年）10月1日：土佐電気鉄道が高知県交通・土佐電ドリームサービスと経営統合し、とさでん交通が発足[3]。とさでん交通の停留場となる。

## 停留場構造
乗り場は2面あり、2本の線路を挟んで向かい合わせに配置される（相対式）。線路の北側に後免町方面行きのホーム、南にはりまや橋方面行きのホームがある。はりまや橋方面は安全地帯となるホームが設置されるが、後免町方面は北を並走する道路上に白線で乗り場が示されるのみ。

## 停留場周辺
- 高知新木郵便局
- マルナカ 高須店
- ナンコクスーパー 高須店
- 舟入川
- 国道195号
- 高知公共職業安定所
- 高知健康科学大学

## 隣の停留場
とさでん交通
後免線
東新木停留場 - 新木停留場 - 介良通停留場